# Luci Vitruvi Cerdó
Luci Vitruvi Cerdó, en llatí Lucius Vitruvius Cerdo, va ser un arquitecte romà. El seu nom apareix a una inscripció que diu «L. Vitruvius L. L. Cerdo architectus» dues vegades repetida a l'arc dels Gavii a Verona. Per les lletres L. L. (Lucius libertus) se sap que era un llibert. La seva època no pot ser establerta de moment però amb seguretat no és el mateix personatge que Marc Vitruvi Pol·lió.